# Wahlkreis Skye, Lochaber and Badenoch
| Skye, Lochaber and Badenoch                         |
| --------------------------------------------------- |
| Skye, Lochaber and Badenoch · Highlands and Islands |
| Gebildet                                            |
| 2011                                                |
| Abgeordneter                                        |
| Kate Forbes (SNP)                                   |
| Regionen                                            |
| Highland                                            |

Skye, Lochaber and Badenoch ist ein Wahlkreis für das Schottische Parlament. Er wurde im Zuge der Revision der Wahlkreise im Jahre 2011 als einer von acht Wahlkreisen der Wahlregion Highlands and Islands eingeführt. Skye, Lochaber and Badenoch umfasst die südlichen Gebiete der Council Area Highland und die Insel Skye. Der Wahlkreis entstand aus Teilen der ehemaligen Wahlkreise Ross, Skye and Inverness West und Inverness East, Nairn and Lochaber und entsendet einen Abgeordneten.
Der Wahlkreis erstreckt sich über eine Fläche von 11371,1 km2. Damit ist er der zweitgrößte Wahlkreis für das schottische Parlament. Im Jahre 2020 lebten 75.907 Personen innerhalb seiner Grenzen.

## Wahlergebnisse

### Parlamentswahl 2011
| Ergebnisse der Parlamentswahl 2011 | Ergebnisse der Parlamentswahl 2011 | Ergebnisse der Parlamentswahl 2011 | Ergebnisse der Parlamentswahl 2011 |
| Partei                             | Kandidat                           | Stimmen                            | %                                  |
| ---------------------------------- | ---------------------------------- | ---------------------------------- | ---------------------------------- |
| SNP                                | David Thompson                     | 14.737                             | 46,2                               |
| Liberal Democrats                  | Alan MacRae                        | 9742                               | 30,5                               |
| Labour                             | Linda Stewart                      | 4112                               | 12,9                               |
| Conservative                       | Kerensa Carr                       | 2834                               | 8,9                                |
| Parteilos                          | Ronnie Campbell                    | 490                                | 1,5                                |
| Wahlbeteiligung: 31.915 (55,97 %)  |                                    |                                    |                                    |

### Parlamentswahl 2016
| Ergebnisse der Parlamentswahl 2016 | Ergebnisse der Parlamentswahl 2016 | Ergebnisse der Parlamentswahl 2016 | Ergebnisse der Parlamentswahl 2016 | Ergebnisse der Parlamentswahl 2016 |
| Partei                             | Kandidat                           | Stimmen                            | %                                  | ±                                  |
| ---------------------------------- | ---------------------------------- | ---------------------------------- | ---------------------------------- | ---------------------------------- |
| SNP                                | Kate Forbes                        | 17.362                             | 47,6                               | +1,4                               |
| Liberal Democrats                  | Angela MacLean                     | 8.319                              | 22,8                               | −7,7                               |
| Conservative                       | Robbie Munro                       | 5.887                              | 16,1                               | +7,2                               |
| Labour                             | Linda Stewart                      | 3.821                              | 10,5                               | −2,4                               |
| Unabhängige                        | Ronnie Campbell                    | 1.116                              | 3,1                                | +1,6                               |
| Wahlbeteiligung: (61,3 %)          |                                    |                                    |                                    |                                    |

### Parlamentswahl 2021
| Ergebnisse der Parlamentswahl 2021 | Ergebnisse der Parlamentswahl 2021 | Ergebnisse der Parlamentswahl 2021 | Ergebnisse der Parlamentswahl 2021 | Ergebnisse der Parlamentswahl 2021 |
| Partei                             | Kandidat                           | Stimmen                            | %                                  | ±                                  |
| ---------------------------------- | ---------------------------------- | ---------------------------------- | ---------------------------------- | ---------------------------------- |
| SNP                                | Kate Forbes                        | 24.192                             | 56,1                               | +8,5                               |
| Conservative                       | Jamie Halcro Johnston              | 8.331                              | 19,3                               | +3,2                               |
| Liberal Democrats                  | Denis Rixson                       | 6.778                              | 15,7                               | −7,1                               |
| Labour                             | John Erskine                       | 3.855                              | 8,9                                | −1,6                               |
| Wahlbeteiligung: 68 %              |                                    |                                    |                                    |                                    |